# Associazione Sportiva Lucchese Libertas 1905 2009-2010
Questa voce raccoglie le informazioni riguardanti l'Associazione Sportiva Lucchese Libertas 1905 nelle competizioni ufficiali della stagione 2009-2010.

## Stagione
Nella stagione 2009-2010 la Lucchese ha disputato il quindicesimo campionato di quarta serie della sua storia, il primo della Seconda Divisione della Lega Pro.

## Divise e sponsor
Lo sponsor tecnico per la stagione 2009-2010 è Erreà, mentre lo sponsor ufficiale è Gesam Gas. La prima maglia è a strisce verticali rosse e nere, calzoncini neri e calzettoni neri. La seconda maglia è bianca come i pantaloncini e i calzettoni.
| 1ª divisa | 2ª divisa |

## Rosa
| N. |                   | Ruolo | Calciatore           |
| -- | ----------------- | ----- | -------------------- |
|    | Italia (bandiera) | P     | Alessandro Berti     |
|    | Italia (bandiera) | P     | Gianmarco Lenzi      |
|    | Italia (bandiera) | P     | Federico Nicastro    |
|    | Italia (bandiera) | P     | Mirko Pennesi        |
|    | Italia (bandiera) | D     | Ivano Baldanzeddu    |
|    | Italia (bandiera) | D     | Dario Bova           |
|    | Italia (bandiera) | D     | Claudio Lollini      |
|    | Italia (bandiera) | D     | Alessio Mariotti     |
|    | Italia (bandiera) | D     | Alessandro Michelini |
|    | Italia (bandiera) | D     | Emanuel Michelotti   |
|    | Italia (bandiera) | D     | Luca Petri           |
|    | Italia (bandiera) | D     | Giuseppe Toscano     |
|    | Italia (bandiera) | D     | Emanuele Venturelli  |
|    | Italia (bandiera) | C     | Mattia Baldini       |

| N. |                    | Ruolo | Calciatore           |
| -- | ------------------ | ----- | -------------------- |
|    | Italia (bandiera)  | C     | Luca Bartoccini      |
|    | Brasile (bandiera) | C     | Eduardo Luis Carloto |
|    | Siria (bandiera)   | C     | Chadi Cheikh Merai   |
|    | Italia (bandiera)  | C     | Nikolas Kras         |
|    | Italia (bandiera)  | C     | Francesco Mocarelli  |
|    | Italia (bandiera)  | C     | Alessandro Moriconi  |
|    | Italia (bandiera)  | C     | Francesco Potenza    |
|    | Italia (bandiera)  | C     | Diego Vannucci       |
|    | Italia (bandiera)  | A     | Riccardo Belluomini  |
|    | Italia (bandiera)  | A     | Damiano Biggi        |
|    | Italia (bandiera)  | A     | Alessandro Galli     |
|    | Italia (bandiera)  | A     | Manuel Pera          |
|    | Italia (bandiera)  | A     | Gabriele Scandurra   |
|    | Italia (bandiera)  | A     | Marino Taddeucci     |

## Calciomercato

### Sessione estiva(dal 01/07 al 31/08)
| Acquisti | Acquisti           | Acquisti           | Acquisti     |
| R.       | Nome               | da                 | Modalità     |
| -------- | ------------------ | ------------------ | ------------ |
| P        | Alessandro Berti   | Lucca Calcio       | definitivo   |
| P        | Federico Nicastro  | Giacomense         | definitivo   |
| D        | Ivano Baldanzeddu  | Empoli             | comproprietà |
| D        | Claudio Lollini    | Noicattaro         | definitivo   |
| D        | Emanuel Michelotti | Cuoiopelli         | definitivo   |
| D        | Luca Petri         | Fiorentina         | definitivo   |
| D        | Giuseppe Toscano   | Reggina            | comproprietà |
| C        | Luca Bartoccini    | Sansepolcro        | definitivo   |
| C        | Nikolas Kras       | Reggina            | comproprietà |
| A        | Damiano Biggi      | Gavorrano          | definitivo   |
| A        | Marino Taddeucci   | Athletic Calenzano | definitivo   |

| Cessioni | Cessioni            | Cessioni           | Cessioni      |
| R.       | Nome                | a                  | Modalità      |
| -------- | ------------------- | ------------------ | ------------- |
| P        | Matteo Costa        | Borgo a Buggiano   | definitivo    |
| D        | Giovanni Di Lorenzo | Reggina            | prestito      |
| D        | Carmelo Di Paola    | Foligno            | fine prestito |
| D        | Andrea Fregosi      | Pisa Sporting Club | prestito      |
| D        | Francesco Inglese   | Villacidrese       | definitivo    |
| C        | Nico Biviglia       | Foligno            | fine prestito |
| C        | Alessandro Francone | Cuoiopelli         | fine prestito |
| C        | Marco Mariotti      | Orvietana          | definitivo    |
| C        | Antonio Meola       | Avellino           | definitivo    |
| C        | Adriano Panepinto   | Pistoiese          | definitivo    |

### Sessione invernale(dal 07/01 al 01/02)
| Acquisti | Acquisti            | Acquisti        | Acquisti   |
| R.       | Nome                | da              | Modalità   |
| -------- | ------------------- | --------------- | ---------- |
| P        | Mirko Pennesi       | Ascoli          | scambio    |
| C        | Mattia Baldini      | Spezia          | definitivo |
| C        | Alessandro Moriconi | Fortis Juventus | definitivo |
| C        | Francesco Potenza   | Ascoli          | prestito   |

| Cessioni | Cessioni         | Cessioni    | Cessioni    |
| R.       | Nome             | a           | Modalità    |
| -------- | ---------------- | ----------- | ----------- |
| P        | Gianmarco Lenzi  | Ascoli      | scambio     |
| D        | Giuseppe Toscano | Igea Virtus | risoluzione |

## Risultati

### Lega Pro Seconda Divisione

#### Girone di andata
| Lucca 23 agosto 2009 1ª giornata | Lucchese | 1 – 0 | Poggibonsi | Stadio Porta Elisa |

| Ferrara 30 agosto 2009 2ª giornata | Giacomense | 3 – 4 | Lucchese | Stadio Paolo Mazza |

| Bellaria-Igea Marina 6 settembre 2009 3ª giornata | Bellaria | 1 – 2 | Lucchese | Stadio Nanni |

| Lucca 13 settembre 2009 4ª giornata | Lucchese | 0 – 5 | Nocerina | Stadio Porta Elisa |

| Gradisca d'Isonzo 20 settembre 2009 5ª giornata | Itala San Marco | 0 – 1 | Lucchese | Stadio Gino Colaussi |

| Lucca 27 settembre 2009 6ª giornata | Lucchese | 3 – 2 | Celano | Stadio Porta Elisa |

| Gubbio 4 ottobre 2009 7ª giornata | Gubbio | 1 – 2 | Lucchese | Stadio Pietro Barbetti |

| Lucca 11 ottobre 2009 8ª giornata | Lucchese | 0 – 0 | Sangiovannese | Stadio Porta Elisa |

| Vasto 18 ottobre 2009 9ª giornata | Pro Vasto | 1 – 1 | Lucchese | Stadio Aragona |

| Lucca 25 ottobre 2009 10ª giornata | Lucchese | 2 – 0 | Colligiana | Stadio Porta Elisa |

| Lucca 1 novembre 2009 11ª giornata | Lucchese | 1 – 1 | Bassano Virtus | Stadio Porta Elisa |

| Sacile 8 novembre 2009 12ª giornata | Sacilese | 1 – 1 | Lucchese | Stadio Aldo Castenetto |

| Lucca 15 novembre 2009 13ª giornata | Lucchese | 3 – 1 | Fano | Stadio Porta Elisa |

| Prato 22 novembre 2009 14ª giornata | Prato | 1 – 1 | Lucchese | Stadio Lungobisenzio |

| Lucca 29 novembre 2009 15ª giornata | Lucchese | 4 – 0 | Carrarese | Stadio Porta Elisa |

| Serravalle 6 dicembre 2009 16ª giornata | San Marino | 0 – 0 | Lucchese | Stadio Olimpico |

| Lucca 13 dicembre 2009 17ª giornata | Lucchese | 3 – 0 | Sangiustese | Stadio Porta Elisa |

#### Girone di ritorno
| Poggibonsi 13 gennaio 2010 18ª giornata | Poggibonsi | 2 – 4 | Lucchese | Stadio Stefano Lotti |

| Lucca 10 gennaio 2010 19ª giornata | Lucchese | 3 – 1 | Giacomense | Stadio Porta Elisa |

| Lucca 17 gennaio 2010 20ª giornata | Lucchese | 4 – 1 | Bellaria | Stadio Porta Elisa |

| Nocera Inferiore 24 gennaio 2010 21ª giornata | Nocerina | 1 – 1 | Lucchese | Stadio San Francesco d'Assisi |

| Lucca 31 - 2010 22ª giornata | Lucchese | 1 – 0 | Itala San Marco | Stadio Porta Elisa |

| Celano 14 febbraio 2010 23ª giornata | Celano | 1 – 0 | Lucchese | Stadio Fabio Piccone |

| Lucca 21 febbraio 2010 24ª giornata | Lucchese | 1 – 1 | Gubbio | Stadio Porta Elisa |

| San Giovanni Valdarno 28 febbraio 2010 25ª giornata | Sangiovannese | 1 – 0 | Lucchese | Stadio Virgilio Fedini |

| Lucca 7 marzo 2010 26ª giornata | Lucchese | 2 – 3 | Pro Vasto | Stadio Porta Elisa |

| Colle Val D'Elsa 14 marzo 2010 27ª giornata | Colligiana | 0 – 1 | Lucchese | Stadio Gino Manni |

| Bassano del Grappa 28 marzo 2010 28ª giornata | Bassano Virtus | 1 – 2 | Lucchese | Stadio Rino Mercante |

| Lucca 3 aprile 2010 29ª giornata | Lucchese | 1 – 0 | Sacilese | Stadio Porta Elisa |

| Fano 11 aprile 2010 30ª giornata | Fano | 1 – 1 | Lucchese | Stadio Raffaele Mancini |

| Lucca 18 aprile 2010 31ª giornata | Lucchese | 2 – 0 | Prato | Stadio Porta Elisa |

| Carrara 25 aprile 2010 32ª giornata | Carrarese | 0 – 2 | Lucchese | Stadio dei Marmi |

| Lucca 2 maggio 2010 33ª giornata | Lucchese | 3 – 3 | San Marino | Stadio Porta Elisa |

| Monte San Giusto 9 maggio 2010 34ª giornata | Sangiustese | 1 – 1 | Lucchese | Stadio Comunale |

### Coppa Italia Lega Pro

#### Fase eliminatoria a gironi
| Arbitro: | Giorgetti (Cesena) |

|                |           |                                              |
| Pietranera 16’ | Marcatori | 25’ Scandurra 47’ Lollini 69’ Biggi 76’ Pera |

| Arbitro: | Bolano (Livorno) |

|                 |           |             |
| Pera 89’ (rig.) | Marcatori | 33’ Bigazzi |

| Arbitro: | Bietolini (Firenze) |

|  |           |                        |
|  | Marcatori | 29’ (rig.) Brini Ferri |

| Arbitro: | Irrati (Pistoia) |

|                 |           |                         |
| Del Padrone 46’ | Marcatori | 37’ Belluomini 82’ Pera |

#### Fase ad eliminazione diretta
| Arbitro: | Costantini (Perugia) |

|                             |                      |                                     |
| Bazzoffia 77’               | Marcatori            | 9’ Scandurra                        |
| Erpen Togni Miglietta Orosz | Tiri di rigore 4 – 1 | Venturelli Taddeucci Kras Mocarelli |

### Supercoppa di Lega di Seconda Divisione
| Arbitro: | Manera (Castelfranco Veneto) |

|  |           |                           |
|  | Marcatori | 10’ Kras 46’, 66’ Carloto |

| Arbitro: | Trentalange (Nichelino) |

|                                             |           |                           |
| Scandurra 4’ Biggi 28’ Carloto 63’ Pera 72’ | Marcatori | 33’ De Angelis 88’ Peluso |

## Statistiche

### Statistiche di squadra
| Competizione                            | Punti | In casa | In casa | In casa | In casa | In casa | In casa | In trasferta | In trasferta | In trasferta | In trasferta | In trasferta | In trasferta | Totale | Totale | Totale | Totale | Totale | Totale | DR  |
| Competizione                            | Punti | G       | V       | N       | P       | Gf      | Gs      | G            | V            | N            | P            | Gf           | Gs           | G      | V      | N      | P      | Gf     | Gs     | DR  |
| --------------------------------------- | ----- | ------- | ------- | ------- | ------- | ------- | ------- | ------------ | ------------ | ------------ | ------------ | ------------ | ------------ | ------ | ------ | ------ | ------ | ------ | ------ | --- |
| Lega Pro Seconda Divisione (girone B)   | 68    | 17      | 11      | 4       | 2       | 34      | 18      | 17           | 8            | 7            | 2            | 24           | 16           | 34     | 19     | 11     | 4      | 58     | 34     | +24 |
| Coppa Italia Lega Pro                   | -     | 2       | 0       | 1       | 1       | 1       | 2       | 3            | 2            | 1            | 0            | 7            | 3            | 5      | 2      | 2      | 1      | 8      | 5      | +3  |
| Supercoppa di Lega di Seconda Divisione | -     | 1       | 1       | 0       | 0       | 4       | 2       | 1            | 1            | 0            | 0            | 3            | 0            | 2      | 2      | 0      | 0      | 7      | 2      | +5  |
| Totale                                  | -     | 20      | 12      | 5       | 3       | 39      | 22      | 21           | 11           | 8            | 2            | 34           | 19           | 41     | 23     | 13     | 5      | 73     | 41     | +32 |

### Andamento in campionato
| Giornata  | 1 | 2 | 3 | 4 | 5 | 6 | 7 | 8 | 9 | 10 | 11 | 12 | 13 | 14 | 15 | 16 | 17 | 18 | 19 | 20 | 21 | 22 | 23 | 24 | 25 | 26 | 27 | 28 | 29 | 30 | 31 | 32 | 33 | 34 |
| --------- | - | - | - | - | - | - | - | - | - | -- | -- | -- | -- | -- | -- | -- | -- | -- | -- | -- | -- | -- | -- | -- | -- | -- | -- | -- | -- | -- | -- | -- | -- | -- |
| Luogo     | C | T | T | C | T | C | T | C | T | C  | C  | T  | C  | T  | C  | T  | C  | T  | C  | C  | T  | C  | T  | C  | T  | C  | T  | T  | C  | T  | C  | T  | C  | T  |
| Risultato | V | V | V | P | V | V | V | N | N | V  | N  | N  | V  | N  | V  | N  | V  | V  | V  | V  | N  | V  | P  | N  | P  | P  | V  | V  | V  | N  | V  | V  | N  | N  |
| Posizione | 5 | 1 | 1 | 2 | 1 | 1 | 1 | 1 | 1 | 1  | 1  | 1  | 1  | 1  | 1  | 1  | 1  | 1  | 1  | 1  | 1  | 1  | 1  | 1  | 1  | 1  | 1  | 1  | 1  | 1  | 1  | 1  | 1  | 1  |

Legenda:

Luogo: C = Casa; T = Trasferta. Risultato: V = Vittoria; N = Pareggio; P = Sconfitta.